# Würzburger Tarifverbund
Der Würzburger Tarifverbund war eine Tarif- und Verkehrsgemeinschaft, die den Landkreis Würzburg und die Stadt Würzburg umfasste. Er wurde am 1. August 2004 vom in die weitere Umgebung reichenden Verkehrsverbund Mainfranken (VVM) abgelöst.

## Tarif
Der Würzburger Tarifverbund hatte einen Ringzonentarif mit Zentrum Würzburg. Er bezog sich auf den Stadtverkehr in Würzburg sowie die Regionalbuslinien und Nahverkehrslinien auf Eisenbahnstrecken im Würzburger Raum.